# Heinz Rosendahl
Heinz Rosendahl (* 24. Juli 1920 in Langerfeld, heute Wuppertal; † 27. Februar 2006 in Leverkusen) war ein deutscher Leichtathlet, der in den 1940er und frühen 1950er Jahren als Diskuswerfer erfolgreich war. Er war der Vater von Heide Rosendahl und der Großvater von Danny Ecker.

## Leben
Heinz Rosendahl gewann dreimal bei Deutsche Meisterschaften:
- 1942: Dritter
- 1948: Meister
- 1949: Vizemeister
- 1951: Meister
- 1952: Vizemeister
- 1953: Meister
- 1954: Dritter
- 1955: Dritter

In den Jahren 1944 und 1945 fanden keine Deutschen Meisterschaften statt. 1947 und 1950 war Rosendahl Vierter bei den Deutschen Meisterschaften im Kugelstoßen.
Im Jahr 1949 siegte er beim ISTAF in Berlin.
Gelegenheit zur Teilnahme an internationalen Wettkämpfen hatte Heinz Rosendahl nicht. Die Olympischen Spiele 1944 fielen wie schon die Spiele 1940 kriegsbedingt aus, und zu den Spielen 1948 in London wurden ebenso wie zu den Leichtathletik-Europameisterschaften 1946 in Oslo und 1950 in Brüssel keine deutschen Athleten eingeladen. Bei den Olympischen Spielen 1952 in Helsinki war die Bundesrepublik Deutschland – die DDR hatte keine Sportler entsenden dürfen – im Diskuswurf nur durch den amtierenden deutschen Meister Josef Hipp vertreten.
Heinz Rosendahl startete am Beginn seiner Karriere für den Barmer Turn-Verein. Im Zweiten Weltkrieg trat er für den Tilsiter SC an, nach dem Krieg dann für Schwarz-Weiß Radevormwald.

## Bestleistungen
- Diskus: 51,71 m (1951)
- Kugel: 14,62 m (1948)
- Hammer: 44,60 m (1948)
- Speer: 60,97 m (1941)